# Lista de massacres e rebeliões prisionais no Brasil
Este artigo traz uma lista de massacres e rebeliões prisionais ocorridas no Brasil.

## Lista
| Data                    | Massacre                                               | Penitenciária                                                                           | N. Mortos                                                  | Ref. |
| ----------------------- | ------------------------------------------------------ | --------------------------------------------------------------------------------------- | ---------------------------------------------------------- | --- |
| 20 de junho de 1952     | Rebelião da Alcatraz Brasileira                        | Colônia Correcional da Ilha Anchieta - Ubatuba-SP                                       | 100 detentos mortos (número nunca confirmado oficialmente) | |
| 2 de outubro de 1992    | Massacre do Carandiru                                  | Casa de Detenção de São Paulo - São Paulo-SP                                            | 111 presos mortos                                          | |
| 17 de agosto de 2000    | Massacre da Papuda                                     | Complexo Penitenciário da Papuda - São Sebastião (Distrito Federal)                     | 11 mortos                                                  | [ 1 ] |
| 18 de fevereiro de 2001 | Megarrebelião Prisional de São Paulo                   | megarrebelião simultânea em 29 presídios de todo o estado de São Paulo                  | 16 mortos e dezenas de feridos                             | [ 2 ] |
| 1 de janeiro de 2002    | Chacina do Urso Branco                                 | Presídio de Urso Branco - Porto Velho-RO                                                | 27 mortos                                                  | [ 3 ] |
| 29/30 de maio de 2004   | Chacina na Casa de Custódia de Benfica                 | Casa de Custódia de Benfica - Rio de Janeiro-RJ                                         | 30 mortos                                                  | Incêndio em prisão de Ponte Nova-MG mata 25 presos 23 de agosto 2007 Cerca de 25 presos morreram carbonizados, hoje de madrugada, na Cadeia Pública de Ponte Nova, em Minas Gerais. De acordo com as primeiras informações, fornecidas pela Polícia Militar, por volta de 1h30 houve um incêndio após uma briga entre detentos rivais. Um grupo cercou o outro numa cela e colocou fogo em colchões.Como a cidade não possui Corpo de Bombeiros, um caminhão-pipa foi para o local para o combate às chamas. Ao mesmo tempo, foram utilizadas bombas de efeito moral para conter o tumulto. A direção da cadeia assegura que não houve fugas. O presídio tem capacidade para 87 presos, mas, no momento da briga, abrigava 173 homens.Uma equipe de legistas de Belo Horizonte deve estar ainda hoje em Ponte Nova. Os técnicos vão realizar exames de DNA e da arcada dentária para tentar identificar os corpos. Engenheiros também devem fazer uma vistoria para verificar se o prédio corre risco de desabamento. Ao longo do dia, a Secretaria Estadual de Defesa Social deve divulgar nota oficial sobre o caso. |
| 8 de novembro de 2010   | Chacina no Presídio de Pedrinhas                       | Complexo Penitenciário de Pedrinhas - São Luís do Maranhão                              | 18 mortos                                                  | [ 5 ] |
| 21 e 22 de maio de 2016 | Rebeliões de Presídios do Ceará                        | vários presídios da Região Metropolitana de Fortaleza                                   | 14 mortes                                                  | [ 6 ] |
| 16 de outubro de 2016   | Rebelião da Penitenciária Agrícola de Monte Cristo     | Penitenciária Agrícola de Monte Cristo - Boa Vista                                      | 10 mortos                                                  | [ 7 ] |
| 17 de outubro de 2016   | Rebelião da Penitenciária Ênio dos Santos Pinheiro     | Penitenciária Ênio dos Santos Pinheiro - Porto Velho                                    | 8 mortos                                                   | [ 8 ] |
| 1 de janeiro de 2017    | Rebeliões prisionais de Manaus                         | Complexo Penitenciário Anísio Jobim (Compaj) - Manaus-AM                                | 60 mortos                                                  | [ 9 ] [ 10 ] |
| 15 de Janeiro de 2017   | Rebelião no presídio de alcaçuz no Rio grande do Norte | município de Nísia Floresta, no estado do Rio Grande do Norte, a 25 km da capital Natal | 26 mortos sendo 15 decaptados                              | |
| 29 de julho de 2019     | Rebelião do Centro de Recuperação Regional de Altamira | Centro de Recuperação Regional de Altamira - Altamira - PA                              | 57 mortos                                                  | [ 11 ] |

Há ainda uma Rebelião que ocorreu em 30 de abril de 2004 na Casa de Detenção José Mario Alves da Silva, mais conhecida como Urso Branco, localizada na Capital de Rondônia, Porto Velho, que resultou na morte de 12 detentos.